# Birofilistyka

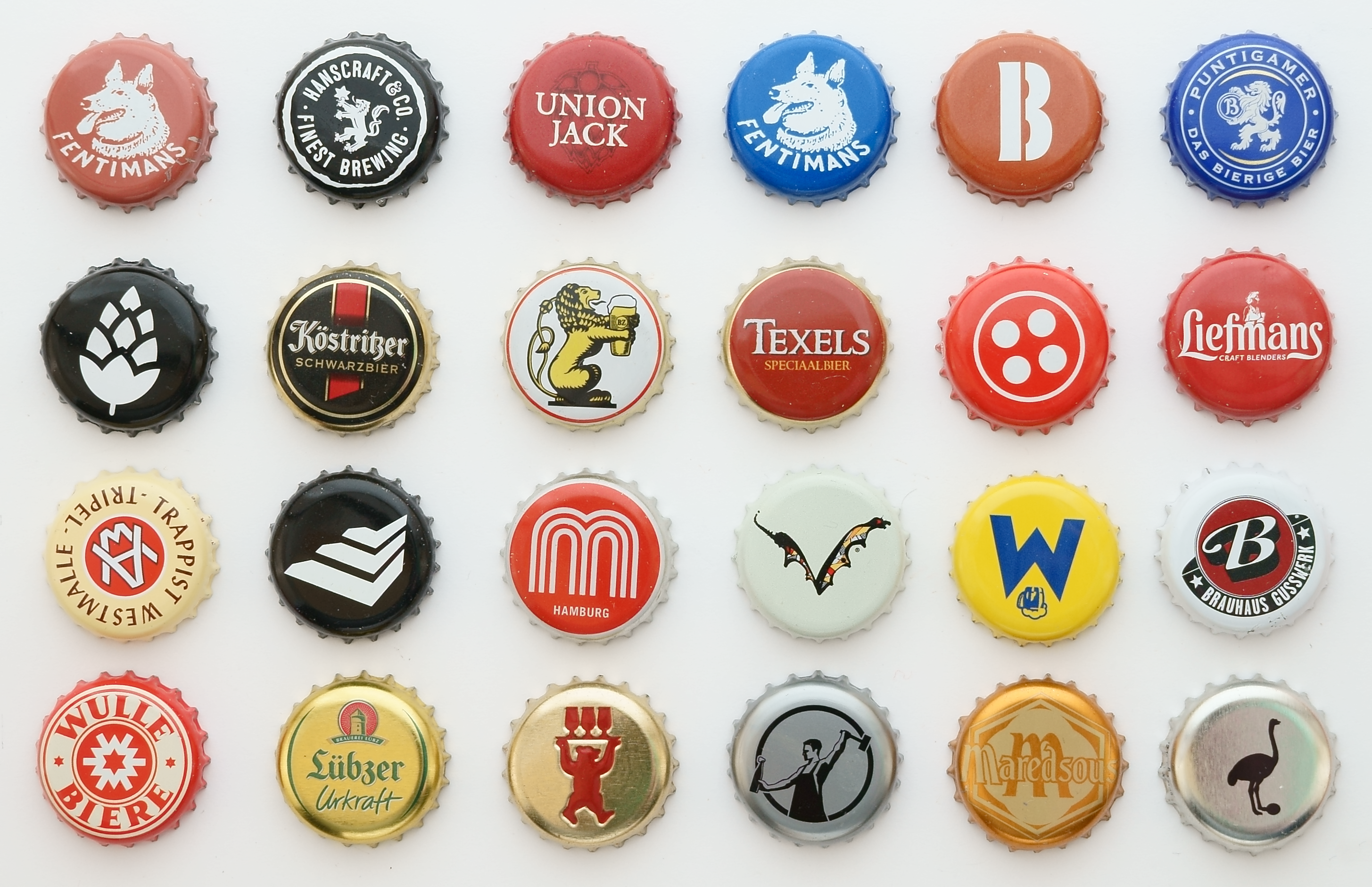
Zbiór kapsli piwnych

Birofilistyka (lub birofilia) – hobby polegające na kolekcjonowaniu akcesoriów związanych z piwem.

## Akcesoria

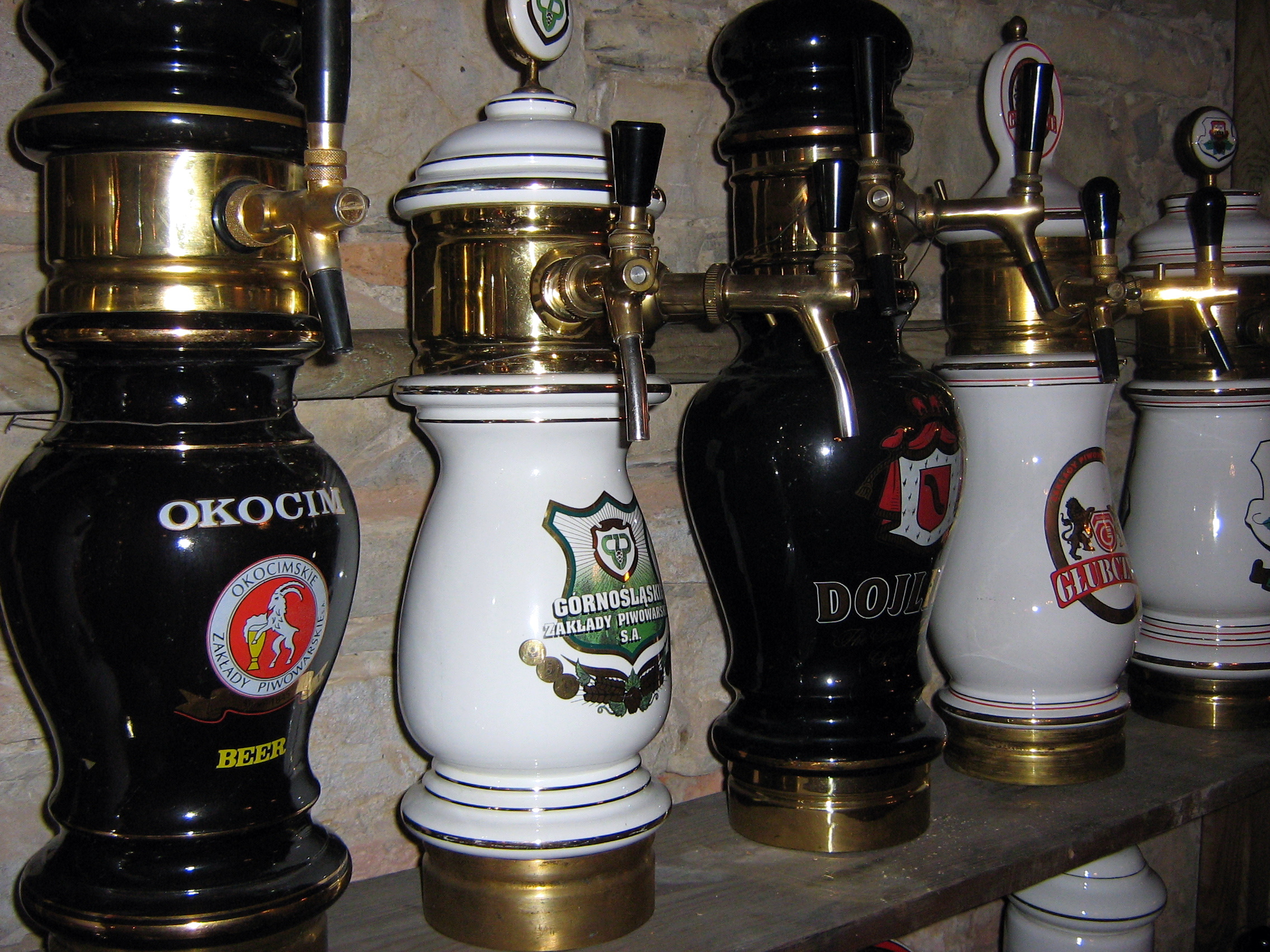
Kolekcja nalewaków

Birofilistyka polega na zbieraniu różnych akcesoriów związanych z piwem lub browarami, takich jak:
- etykiety piwne
- podstawki pod piwo
- kapsle
- butelki
- puszki
- szklanki, kufle, pokale, kielichy piwne
- otwieracze do butelek
- rozetki papierowe
- nalewaki
- inne akcesoria reklamowe (piny, długopisy, breloki, ręczniki barmańskie itp.)

## Giełdy birofiliów
Kolekcjonerzy birofile spotykają się kilkanaście razy do roku na giełdach kolekcjonerskich. Największe z nich odbywają się w Tychach, Żywcu, Warszawie, Krakowie, Poznaniu, Grodzisku Wielkopolskim, Szczecinie, Radomiu, Białej Podlaskiej, Człuchowie, Elblągu.
Giełdy odbywają się raz w roku, jedynie giełda kolekcjonerska w Tychach odbywa się dwukrotnie. Największą z nich jest mająca konwencję piwnego święta-festiwalu impreza w Żywcu. Odbywa się tradycyjnie w trzeci weekend czerwca na terenie browaru, trwa 2 dni i przyciąga ponad dwa tysiące kolekcjonerów i miłośników piwa. Żywiecka giełda połączona jest z Festiwalem Piwowarów i Ogólnopolskim Konkursem Piw Domowych.